# Caesar IV
Caesar IV és un videojoc de construcció de ciutats ubicat a l'antiga Roma, desenvolupat per la companyia Titled Mill Entertainment. El joc fou publicat per Sierra Entertainment el 26 de setembre de 2006 a Amèrica del Nord. El joc té un motor tridimensional i un modelat individual pel que als components dels personatges que intervenen en aquest.